# Pascal Robin sieur du Faux
Pour les articles homonymes, voir Robin.
Pascal Robin, sieur du Faux est un poète angevin (1539-1593). La Croix du Maine dit de lui qu'il était "docte en grec, latin et françois".
C'est un ami de Robert Garnier. Il avait écrit une tragédie,Arsinoé,  perdue.

## Œuvres
- Monodie sur le trespas de François de Lorraine, duc de Guise, Paris, Th. Richard, 1563.
- Sonnets d'Etrenes, Angers, 1572.
- Les Vendanges, Nantes, 1572.
- Funèbres regrets sur la mort de Pierre de Ronsard, Paris, G. Linocier, 1585.
- Histoire admirable et véritable d'une fille champestre, Paris, 1587.